# Claudio Gora
Claudio Gora, pseudonimo di Emilio Giordana (Genova, 27 luglio 1913 – Rocca Priora, 13 marzo 1998), è stato un attore e regista italiano.

## Biografia
Figlio del generale Carlo Felice Giordana e di Rosa Zardetto, dopo essersi laureato in Giurisprudenza fondò a Genova il "Teatro Sperimentale Luigi Pirandello". Esordì nel cinema nel 1939 come attore con Trappola d'amore di Raffaello Matarazzo. Proseguì l'attività con numerose parti da "attor giovine", tra cui Torna caro ideal (1939) di Guido Brignone, Signorinette (1942) di Luigi Zampa, La storia di una capinera (1943) di Gennaro Righelli, sul cui set incontrò la futura moglie Marina Berti, Nessuno torna indietro (1943) di Alessandro Blasetti, Resurrezione (1944) di Flavio Calzavara. Dopo la guerra, ottenne i primi impegni importanti in coproduzioni italo-francesi come La Certosa di Parma (1947) di Christian-Jaque e Maria Antonietta, regina di Francia (1956) di Jean Delannoy.
Nel frattempo esordì come regista con un'opera impegnativa, tratta dal romanzo-rivelazione di Giuseppe Berto, Il cielo è rosso (1950), alla quale fece seguito nel 1953 Febbre di vivere, un'indagine di ambiente e di costume sulle nuove generazioni, tratto da Cronaca, opera teatrale di Leopoldo Trieste. Nel 1960 diresse La contessa azzurra, film prodotto dall'armatore Achille Lauro.

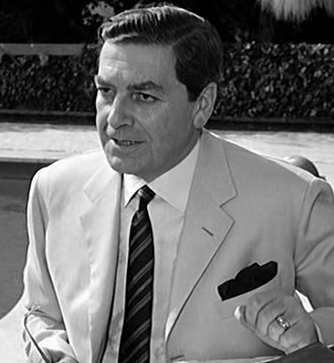
Claudio Gora in Una vita difficile (1961)

Il primo ruolo in film "d'autore" arrivò nel 1958 con La tempesta, colossal storico-avventuroso di Alberto Lattuada. Fece seguito il ruolo di Remo Banducci in Un maledetto imbroglio (1959) di Pietro Germi, per il quale fu premiato con il Nastro d'argento per attore non protagonista. Nel 1960 girò I delfini di Maselli, Adua e le compagne di Pietrangeli, Tutti a casa di Comencini e Un amore a Roma di Risi.
Altre interpretazioni di rilievo furono quelle di Una vita difficile (1961) e Fantasmi a Roma (1961), Il sorpasso (1962), Il processo di Verona (1963), La mia signora (1964), Il medico della mutua (1968), Il prof. dott. Guido Tersilli primario della clinica Villa Celeste convenzionata con le mutue (1969), Confessione di un commissario di polizia al procuratore della repubblica (1971), Gente di rispetto e La donna della domenica (1975).
Dal 2005, presso il Laboratorium Teatro di Roma, si svolge il "Premio Claudio Gora", concorso annuale dedicato al teatro di ricerca.

## Vita privata
Marito dell'attrice Marina Berti, conosciuta sul set del film La storia di una capinera nel 1942 a Torino, Gora ebbe cinque figli, tutti impegnati nel mondo dello spettacolo: Andrea, Marina, Carlo, Luca e Cristina Giordana.

## Filmografia parziale

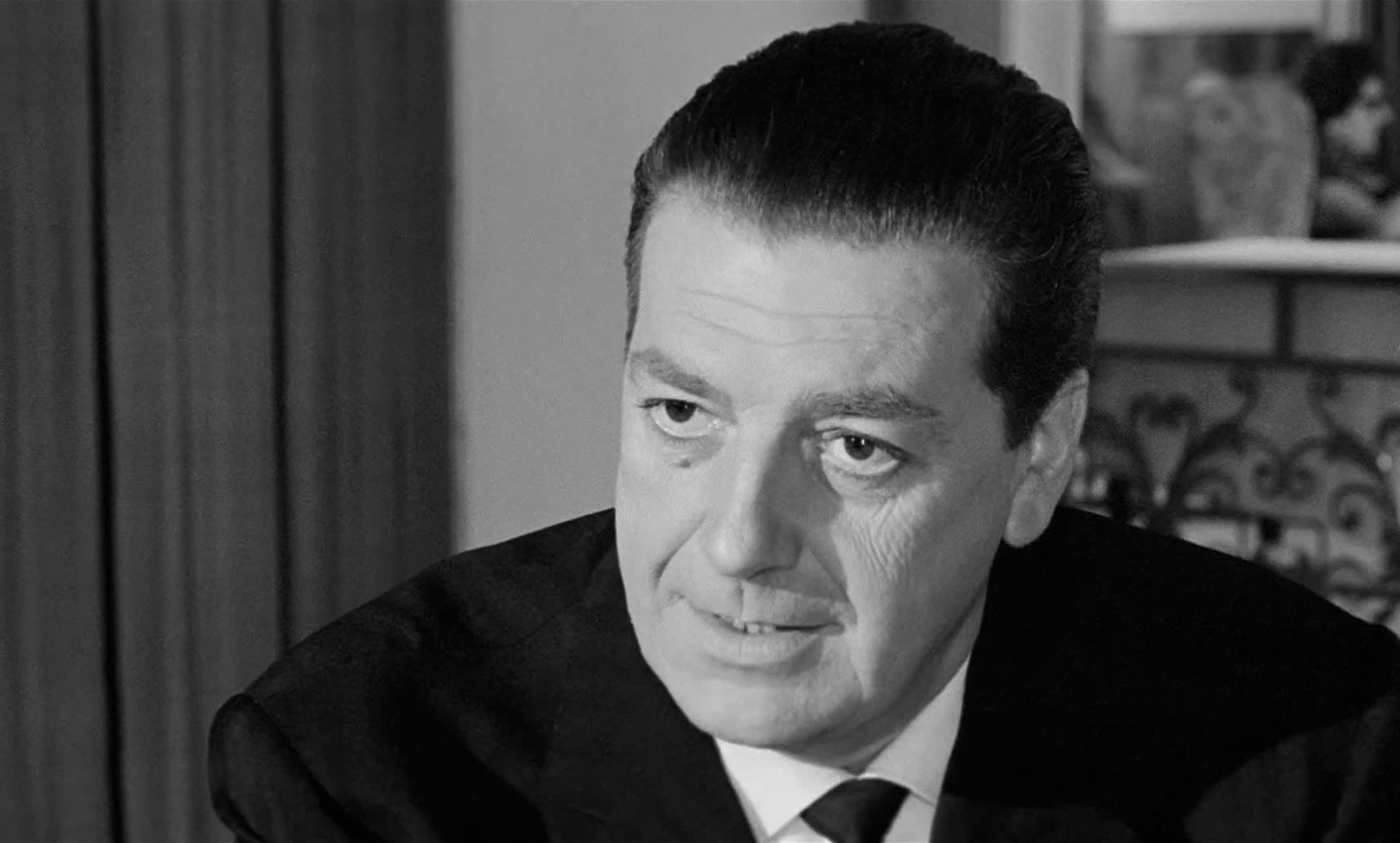
Claudio Gora in Adua e le compagne (1960)

### Regista
- Il cielo è rosso (1950)
- Febbre di vivere (1953)
- L'incantevole nemica (1953)
- Tormento d'amore, co-diretto con Leonardo Bercovici (1956)
- La grande ombra (1957)
- 3 straniere a Roma (1958)
- La contessa azzurra (1960)
- L'odio è il mio Dio (1969)
- Rosina Fumo viene in città... per farsi il corredo (1972)

### Attore

Claudio Gora in Un esercito di 5 uomini (1969)

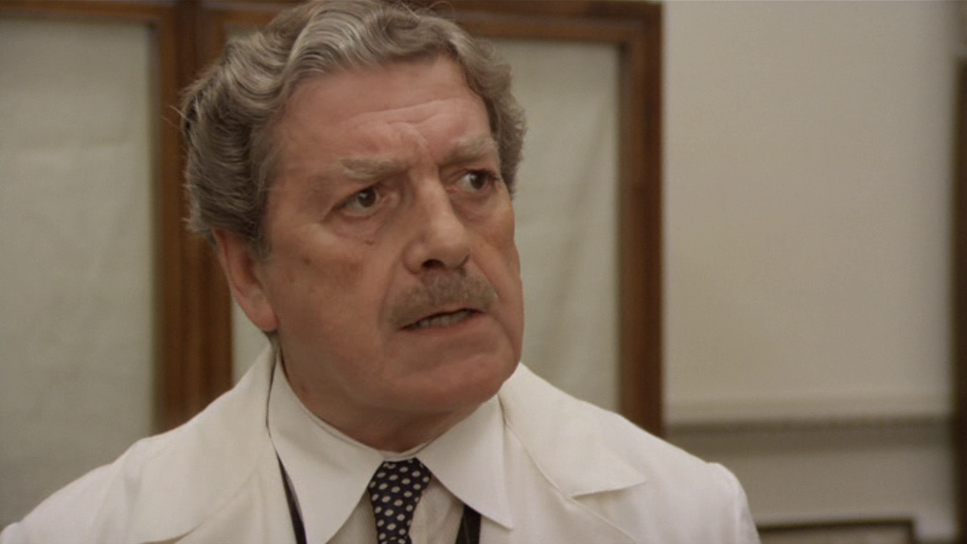
Claudio Gora ne Il piatto piange (1974)

- Torna caro ideal, regia di Guido Brignone (1939)
- Ricchezza senza domani, regia di Ferdinando Maria Poggioli (1939)
- Melodie eterne, regia di Carmine Gallone (1940)
- Trappola d'amore, regia di Raffaello Matarazzo (1940)
- Amami Alfredo, regia di Carmine Gallone (1940)
- Amore imperiale, regia di Aleksandr Volkov (1941)
- Il bazar delle idee, regia di Marcello Albani (1941)
- È caduta una donna, regia di Alfredo Guarini (1941)
- Signorinette, regia di Luigi Zampa (1942)
- Dove andiamo, signora?, regia di Gian Maria Cominetti (1942)
- Quarta pagina, regia di Nicola Manzari (1942)
- Documento Z 3, regia di Alfredo Guarini (1942)
- Gran Premio, regia di Giuseppe D. Musso e Umberto Scarpelli (1943)
- Mater dolorosa, regia di Giacomo Gentilomo (1943)
- L'amico delle donne, regia di Ferdinando Maria Poggioli (1943)
- La storia di una capinera, regia di Gennaro Righelli (1943)
- Squadriglia Bianca, regia di Ion Sava (1944)
- Il fiore sotto gli occhi, regia di Guido Brignone (1944)
- Resurrezione, regia di Flavio Calzavara (1944)
- Non fare falsa testimonianza, episodio de I dieci comandamenti, regia di Giorgio Walter Chili (1945)
- Le modelle di via Margutta, regia di Giuseppe Maria Scotese (1945)
- Io t'ho incontrata a Napoli, regia di Pietro Francisci (1946)
- Preludio d'amore, regia di Giovanni Paolucci (1946)
- La Certosa di Parma, regia di Christian-Jaque (1947)
- L'isola di Montecristo, regia di Mario Sequi (1948)
- Fanciulle di lusso, regia di Bernard Vorhaus (1952)
- Il cardinale Lambertini, regia di Giorgio Pàstina (1954)
- Maria Antonietta regina di Francia, regia di Jean Delannoy (1955)
- La tempesta, regia di Alberto Lattuada (1958)
- Un maledetto imbroglio, regia di Pietro Germi (1959)
- Via Margutta, regia di Mario Camerini (1960)
- Adua e le compagne, regia di Antonio Pietrangeli (1960)
- I delfini, regia di Francesco Maselli (1960)
- Tutti a casa, regia di Luigi Comencini (1960)
- Un amore a Roma, regia di Dino Risi (1960)
- Fantasmi a Roma, regia di Antonio Pietrangeli (1961)
- A porte chiuse, regia di Dino Risi (1961)
- Una vita difficile, regia di Dino Risi (1961)
- Gioventù di notte, regia di Mario Sequi (1961)
- Spade senza bandiera, regia di Carlo Veo (1961)
- Il figlio di Spartacus, regia di Sergio Corbucci (1962)
- Il sorpasso, regia di Dino Risi (1962)
- Il processo di Verona, regia di Carlo Lizzani (1962)
- Ultimatum alla vita, regia di Renato Polselli (1962)
- La poupée, regia di Jacques Baratier (1962)
- Gidget a Roma (Gidget Goes to Rome), regia di Paul Wendkos (1963)
- Via Veneto, regia di Giuseppe Lipartiti (1964)
- Eritrea, episodio di La mia signora, regia di Luigi Comencini (1964)
- I raggi mortali del dottor Mabuse (Die Todesstrahlen des Dr. Mabuse), regia di Hugo Fregonese e Victor De Santis (1964)
- Intrigo a Parigi, regia di Jean-Paul Le Chanois (1964)
- Cover girls - Ragazze di tutti (Cover Girls), regia di José Bénazéraf (1964)
- Usi e costumi, episodio di Made in Italy, regia di Nanni Loy (1965)
- Il complesso della schiava nubiana, episodio di I complessi, regia di Franco Rossi (1965)
- Il marito di Roberta, episodio di I nostri mariti, regia di Luigi Filippo D'Amico (1966)
- I crudeli, regia di Sergio Corbucci (1967)
- L'assalto al centro nucleare, regia di Mario Caiano (1967)
- Lo scatenato, regia di Franco Indovina (1967)
- John il bastardo, regia di Armando Crispino (1967)
- Il medico della mutua, regia di Luigi Zampa (1968)
- La famiglia Benvenuti, regia di Alfredo Giannetti (1968)
- L'età del malessere, regia di Giuliano Biagetti (1968)
- Il prof. dott. Guido Tersilli primario della clinica Villa Celeste convenzionata con le mutue, regia di Luciano Salce (1969)
- Jekyll, regia di Giorgio Albertazzi (1969)
- Un esercito di 5 uomini, regia di Italo Zingarelli (1969)
- Michele Strogoff, corriere dello zar, regia di Eriprando Visconti (1970)
- Il caso "Venere privata", regia di Yves Boisset (1970)
- I giovedì della signora Giulia, regia di Paolo Nuzzi e Massimo Scaglione (1970)
- Confessione di un commissario di polizia al procuratore della repubblica, regia di Damiano Damiani (1971)
- Siamo tutti in libertà provvisoria, regia di Manlio Scarpelli (1971)
- Le belve, regia di Giovanni Grimaldi (1971)
- Non commettere atti impuri, regia di Giulio Petroni (1971)
- Sette orchidee macchiate di rosso, regia di Umberto Lenzi (1972)
- Valeria dentro e fuori, regia di Brunello Rondi (1972)
- Bisturi - La mafia bianca, regia di Luigi Zampa (1973)
- La polizia sta a guardare, regia di Roberto Infascelli (1973)
- Buona parte di Paolina, regia di Nello Rossati (1973)
- Provaci anche tu, Lionel, regia di Roberto Bianchi Montero (1973)
- Il piatto piange, regia di Paolo Nuzzi (1974)
- Perché si uccide un magistrato, regia di Damiano Damiani (1974)
- La donna della domenica, regia di Luigi Comencini (1975)
- Il vangelo secondo Simone e Matteo, regia di Giuliano Carnimeo (1975)
- L'uomo della strada fa giustizia, regia di Umberto Lenzi (1975)
- Gente di rispetto, regia di Luigi Zampa (1975)
- La polizia accusa: il Servizio Segreto uccide, regia di Sergio Martino (1975)
- Napoli si ribella, regia di Michele Massimo Tarantini (1977)
- Nella città perduta di Sarzana, regia di Luigi Faccini (1980)
- Il leone del deserto, regia di Moustapha Akkad (1981)
- Io so che tu sai che io so, regia di Alberto Sordi (1982)
- Il conte Tacchia, regia di Sergio Corbucci (1982)
- Sono un fenomeno paranormale, regia di Sergio Corbucci (1985)
- Piccole stelle, regia di Nicola Di Francescantonio (1988)
- Vacanze di Natale '91, regia di Enrico Oldoini (1991)
- La piovra 8 - Lo scandalo, regia di Giacomo Battiato (1997)

## Prosa televisiva Rai
- Così è se vi pare di Luigi Pirandello, regia di Silverio Blasi, trasmessa il 17 gennaio 1958.
- Il provinciale, regia di Stefano De Stefani, trasmessa il 9 agosto 1962.
- Il Cardinale Lambertini di Alfredo Testoni, regia di Silverio Blasi, trasmessa il 22 aprile 1963.
- Champignol senza volerlo, regia di Silverio Blasi, trasmessa il 25 febbraio 1963.
- Vita di Dante, regia di Vittorio Cottafavi, trasmessa nel 1965.
- Maria Stuarda, regia di Luigi Squarzina, trasmessa l'8 settembre 1968.
- Jekyll, regia di Giorgio Albertazzi, trasmessa dal 16 febbraio al 9 marzo 1969.
- Il corvo, regia di Leonardo Cortese, trasmessa il 4 agosto 1970.
- La signora dalle camelie, regia di Vittorio Cottafavi, trasmessa il 24 settembre 1971.
- Un ispettore in casa Birling, regia di Giuseppe Fina trasmessa nel maggio 1972.
- Lulù - Il vaso di Pandora, di Frank Wedekind, regia di Mario Missiroli trasmessa il 29 marzo 1980.

## Riconoscimenti
- Nastro d'argento
  - 1953 – Miglior regia per Febbre di vivere
  - 1960 – Migliore attore non protagonista per Un maledetto imbroglio

## Doppiatori italiani
- Emilio Cigoli in Signorinette, Sinfonia fatale
- Giulio Panicali in Mater dolorosa
- Gualtiero De Angelis in La Certosa di Parma
- Nando Gazzolo in La tempesta
- Francesco Sormano in La mia signora
- Marcello Tusco in I complessi
- Roberto Villa in I crudeli
- Bruno Persa in John il bastardo
- Renato Turi in Un esercito di 5 uomini
- Giorgio Piazza in Il vangelo secondo Simone e Matteo
- Arturo Dominici in Gente di rispetto
- Riccardo Cucciolla in Napoli si ribella